# سيبان حمو
سيبان حمو هو قيادي في قوات سوريا الديمقراطية . وفي أكتوبر/تشرين الأول 2017، سافر إلى روسيا للقاء وزير الدفاع الروسي سيرجي شويغو ورئيس الأركان فاليري غيراسيموف بشأن مستقبل دير الزور والرقة . كان حمو أعلى ضابط في قوات سوريا الديمقراطية يسافر إلى روسيا منذ بداية الحرب الأهلية السورية في فبراير 2018، علق حمو على سياسة عدم التدخل الروسية فيما يتعلق بعملية غصن الزيتون التركية التي دخلت مقاطعة عفرين التي تسيطر عليها قوات سوريا الديمقراطية، مشيرًا إلى أن روسيا ترتكب خطأً استراتيجيًا.